# Атија Балба Цезонија
Ација Балба Цезонија (85. п. н. е. − август/септембар 43. п. н. е.) је била мајка првог римског цара, Октавијана Августа.

## Биографија
Атија је била кћи Цезарове сестре Јулије Цезарис и претора Марка Ација Балбе по коме је добила име. Атија се први пут удала за Гаја Октавија, римског сенатора и гувернера Македоније. С њим је имала сина Октавијана - касније познатог као Август - и кћи Октавију Млађу, будућу супругу Марка Антонија. Године 59. п. н. е. муж јој је преминуо на путу за Рим. Поновно се удала за Луција Марција Филипа, који је касније био познат као Цезаров присталица. Филип и Атија су пажљиво одгајали своју децу. Према Тациту се Атија истицала својом побожношћу и скромношћу, а Светоније наводи како је пред Октавијаново рођење имала бројне необичне снове и визије, које јој је Нигидије Фигул протумачио као знак да ће се родити "владар света". Након што је Цезар одредио Октавијана за свог наследника, Атија га је, забринута за његов живот, без успеха покушала наговорити да се одрекне те части. Умрла је за време синовљевог првог конзулског мандата. Филип се после оженио за једну од њених сестара.